# Ołeksandr Latosinski
Ołeksandr Serhijowycz Latosinski, ukr. Олександр Сергійович Лятосінський, ros. Aleksandr Siergiejewicz Latosinski, Александр Сергеевич Лятосинский (ur. 25 października 1969) – ukraiński żużlowiec, występujący również na trawie, oraz sędzia żużlowy.

## Życiorys
Dziesięciokrotny medalista indywidualnych mistrzostw Ukrainy: pięciokrotnie złoty (1997, 1998, 2000, 2002, 2003), dwukrotnie srebrny (1990, 2001) oraz trzykrotnie brązowy (1992, 1995, 1996). 
Reprezentant Ukrainy w eliminacjach indywidualnych i drużynowych mistrzostw świata. Finalista indywidualnych mistrzostw Europy na torze trawiastym (Schwarme 1998 – XII miejsce). Finalista indywidualnych mistrzostw Europy (Rybnik 2002 – XVI miejsce). 
W lidze polskiej reprezentował barwy klubów: ROW Rybnik (1996), Wanda Kraków (1998) oraz Unia Tarnów (2000).
Jako sędzia prowadził m.in. finał indywidualnych mistrzostw Europy juniorów (Güstrow 2013).